# Lina Lazaar
Pour les articles homonymes, voir Lazaar.
Lina Lazaar, née en 1983 à Riyad, est une critique d'art et commissaire d'exposition tunisienne, ayant organisé plusieurs expositions majeures consacrées à l'art contemporain en Afrique du Nord et au Moyen-Orient. Elle se voit notamment confier la représentation de la Tunisie à la Biennale de Venise en 2017.

## Biographie
Née en 1983 à Riyad en Arabie saoudite, elle est la fille de Kamel Lazaar, un financier d'origine tunisienne, haut dirigeant de la Citibank puis créateur de la Swicorp ; c'est aussi un collectionneur d'art. Elle grandit à Genève, en Suisse,,. Les artistes du monde arabe sont fréquemment reçus au domicile suisse de sa famille.
Ensuite, elle s'installe à Londres pour poursuivre des études à la London School of Economics. Son premier travail dans une banque met à profit sa formation scientifique. Toutefois, en 2006, à 23 ans, elle change de voie et choisit d'entrer chez Sotheby's où elle renoue avec l'art contemporain. Cette société de vente aux enchères lui semble l'un des leviers de promotion de l'art et des créateurs contemporains en Afrique du Nord et au Moyen-Orient, en l'absence à l'époque d'un réseau significatif de galeries. Elle organise une vente aux enchères sur l'art dans le monde islamique puis, l'année suivante, la première enchère d'art contemporain arabe et iranien,.
Durant les années 2010, tout en continuant ses activités au sein de Sotheby's jusqu'en 2016,,, elle organise, lors de la Biennale de Venise en 2011, l'exposition The Future of a Promise, qui fait résonance au Printemps arabe. Elle lance le festival Jaou en 2013, un festival de photographies avec des expositions dans une quinzaine de lieux de Tunis,,,. Elle lance également Ibraaz, un forum de publication en ligne de littérature et d'œuvres d'art, soutenu par la fondation de son père, la Fondation Kamel Lazaar. 
Par ailleurs, elle se voit confier l'organisation du tout premier pavillon tunisien à la biennale de Venise en 2017. Elle choisit une participation sous une forme atypique, des kiosques ou lieux de performance, avec pour thème l'émigration,.